# Kabinet-Jørgensen V
Het kabinet–Jørgensen V was de regering van het Koninkrijk Denemarken van 30 december 1981 tot 10 september 1982.

## Kabinet–Jørgensen V (1981–1982)
| Ambtsbekleder                     | Ambtsbekleder    | Ambtsbekleder                    | Functie                          | Ambtstermijn     | Ambtstermijn      | Partij |
| --------------------------------- | ---------------- | -------------------------------- | -------------------------------- | ---------------- | ----------------- | ------ |
|                                   | Anker Jørgensen  | Anker Jørgensen (1922–2016)      | Premier                          | 13 februari 1975 | 10 september 1982 | SD     |
|                                   |                  | Henning Rasmussen (1926–1997)    | Minister van Binnenlandse Zaken  | 26 oktober 1979  | 10 september 1982 | SD     |
|                                   |                  | Kjeld Olesen (1932)              | Minister van Buitenlandse Zaken  | 26 oktober 1979  | 10 september 1982 | SD     |
|                                   |                  | Knud Heinesen (1932)             | Minister van Financiën           | 30 december 1981 | 10 september 1982 | SD     |
|                                   |                  | Ole Espersen (1934–2020)         | Minister van Justitie            | 20 januari 1981  | 10 september 1982 | SD     |
|                                   |                  | Ivar Nørgaard (1922–2011)        | Minister van Economische Zaken   | 26 oktober 1979  | 10 september 1982 | SD     |
|                                   |                  | Erling Jensen (1919–2000)        | Minister van Industrie en Handel | 26 oktober 1979  | 10 september 1982 | SD     |
|                                   |                  | Poul Søgaard (1923–2016)         | Minister van Defensie            | 1 oktober 1977   | 10 september 1982 | SD     |
|                                   |                  | Bent Hansen (1931–2000)          | Minister van Sociale Zaken       | 30 december 1981 | 28 april 1982     | SD     |
|                                   |                  | Bent Rold Andersen (1929–2015)   | Minister van Sociale Zaken       | 28 april 1982    | 10 september 1982 | SD     |
|                                   | Svend Auken      | Svend Auken (1943–2009)          | Minister van Arbeid              | 1 oktober 1977   | 10 september 1982 | SD     |
|                                   |                  | Dorte Bennedsen (1938–2016)      | Minister van Onderwijs           | 22 december 1978 | 10 september 1982 | SD     |
|                                   |                  | Jens Kristian Hansen (1926–2023) | Minister van Transport           | 30 december 1981 | 10 september 1982 | SD     |
|                                   |                  | Erling Olsen (1927–2011)         | Minister van Huisvesting         | 30 augustus 1978 | 10 september 1982 | SD     |
|                                   |                  | Björn Westh (1944)               | Minister van Landbouw            | 20 januari 1981  | 10 september 1982 | SD     |
|                                   |                  | Karl Hjortnæs (1934)             | Minister van Visserij            | 20 januari 1981  | 10 september 1982 | SD     |
|                                   | Poul Nielson     | Poul Nielson (1943)              | Minister van Klimaat en Energie  | 26 oktober 1979  | 10 september 1982 | SD     |
|                                   |                  | Erik Holst (1922–2013)           | Minister van Milieu              | 28 februari 1980 | 10 september 1982 | SD     |
|                                   | Lise Østergaard  | Lise Østergaard (1924–1994)      | Minister van Cultuur             | 16 februari 1980 | 10 september 1982 | SD     |
| Minister voor Noorse Samenwerking | Lise Østergaard  | Lise Østergaard (1924–1994)      | 26 februari 1977                 |                  | 10 september 1982 | SD     |
|                                   | Mogens Lykketoft | Mogens Lykketoft (1946)          | Minister voor Belastingen        | 20 januari 1981  | 10 september 1982 | SD     |
|                                   |                  | Tove Lindbo Larsen (1928–2018)   | Minister voor Groenland          | 20 januari 1981  | 10 september 1982 | SD     |
| Minister voor Godsdienst          |                  | Tove Lindbo Larsen (1928–2018)   |                                  | 20 januari 1981  | 10 september 1982 | SD     |

Kristensen ·
Hedtoft I ·
Hedtoft II ·
Eriksen ·
Hedtoft III ·
Hansen I ·
Hansen II ·
Kampmann I ·
Kampmann II ·
Krag I ·
Krag II ·
Baunsgaard ·
Krag III ·
Jørgensen I ·
Hartling ·
Jørgensen II ·
Jørgensen III ·
Jørgensen IV ·
Jørgensen V ·
Schlüter I ·
Schlüter II ·
Schlüter III ·
Schlüter IV ·
P.N. Rasmussen I ·
P.N. Rasmussen II ·
P.N. Rasmussen III ·
P.N. Rasmussen IV ·
A.F. Rasmussen I ·
A.F. Rasmussen II ·
A.F. Rasmussen III ·
L.L. Rasmussen I ·
Thorning-Schmidt I ·
Thorning-Schmidt II ·
L.L. Rasmussen II ·
L.L. Rasmussen III ·
Frederiksen I ·
Frederiksen II